# Нахские языки
На́хские языки — одна из ветвей нахско-дагестанских языков. Включает в себя чеченский и ингушский языки, распространённые в основном в России и вместе объединяемые в вайнахские языки, и малочисленный бацбийский язык, распространённый в Грузии.

## Название
Разные исследователи называли нахскую ветвь «чеченской», «вайнахской», «чечено-ингушской», а также «кистинской» и «кистинско-бацбийской» или «бацбийско-кистинской». Академик И. Джавахишвили предлагал название глигвская (груз. гӏилгӏури), соответствующее ингушскому «гӏалгӏа». С 1970-х годов в научной литературе термин «вайнахские» закрепился для обозначения группы, в которую входят только ингушский и чеченский, а «нахские» — для всей ветви целиком вместе.

## Распространение

### География
Ингушский и чеченский языки в основном распространены соответственно в Ингушетии и Чечне, в меньшей мере в Дагестане, Азербайджане и Грузии. Диаспоры также можно найти в других странах: в Иордании (около 3 тысяч), Казахстане, Кыргызстане, Турции (около 10 тысяч), Сирии, Украине и Узбекистане. Носители бацбийского языка проживают в селе Земо-Алвани в Грузии.

### Численность
Численность носителей чеченского языка — более полутора миллиона человек, ингушского — несколько сотен тысяч, бацбийского — около 3 тысяч человек. Бацбийский испытал сильное влияние грузинского языка и вытесняется им.

## Классификация
Чеченский и ингушский языки образуют диалектный континуум, в котором промежуточное положение занимает галанчожский диалект. В ингушском языке обычно не выделяются диалекты; некоторые специалисты выделяют джейрахский (фяппинский) и галгаевский диалекты как отдельные от плоскостного диалекта, на основе которого возник литературный ингушский язык. Галанчожский диалект традиционно рассматривается как диалект чеченского языка.
Чеченский язык делят на 7 диалектов (включая промежуточный галанчожский) и несколько говоров:
- равнинный (плоскостной), на основе которого возник литературный чеченский язык
- ауховский (аккинский) диалект
- галанчожский диалект
- итумкалинский диалект
- кистинский диалект
- чеберлоевский диалект
- шаройский диалект

## Связи с другими языками
По глоттохронологическим подсчётам А. С. Касьяна, пранахский язык отделился от восточнокавказского ствола в 3 тысячелетии до н. э. Он обнаружил три схождения между базисной лексикой хурритского и пранахского языков:
- ‘слышать’: хур. haš- ~ нах. *χaс̣
- ‘дым’: хур. hiuri ~ нах. *ḳur
- ‘два’: хур. šin(i) ~ нах. *ši, косв. *šina-

Поскольку хурритский язык бытовал параллельно пранахскому языку в течение всего времени своей фиксации, эти слова могут быть заимствованиями из хурритского в пранахский.